# Стюарт, Альфред Уолтер
Альфред Уолтер Стюарт (англ. Alfred Walter Stewart; сентябрь 1880 ― 1 июля 1947) ― британский химик и писатель. Автор художественных произведений в жанрах детектива и научной фантастики, писал под псевдонимом JJ Connington.

## Биография
Родился в Глазго в 1880 году. Стюарт был младшим из трёх сыновей преподобного Стюарта, профессора и доктора богословия. Поступил на в университет Глазго, где изучал химию и который с успехом окончил в 1907 году.
Проведя год в Марбурге, где занимался исследованиями под руководством Теодора Цинке, в 1903 году перешёл на работу в Университетский колледж Лондона. Здесь он начал проводить самостоятельные исследования. За свою работу, которая была частью его диссертации, Стюарт был удостоен докторской степени от университета Глазго и вскоре он был избран членом в Исследовательский центр Карнеги.
Стюарт решил посвятить себя карьере учёного и в 1908 году написал труд под названием Последние достижения в области органической химии, который впоследствии стал популярным учебным пособием, чей успех вдохновил его написать ещё один сборник материалов по неорганической и физической химии в 1909 году.
В 1909 году Стюарт был назначен преподавателем органической химии в Королевском университете в Белфасте и в 1914 году стал преподавателем физической химии и радиоактивности в университете Глазго. Во время Первой мировой войны работал в Адмиралтействе. В 1918 году сделал важное открытие: он обратил внимание на результат изменений бета-частиц в радиоактивном элементе и предложил термин изобары в качестве дополнения к изотопам.
Отошёл от академической работы в 1944 году из-за проблем с сердцем.
Стюарт ныне в основном известен как автор романа Миллион Норденхольта (1923), который повествует об экологической катастрофе, причиной которой послужили буйные и неблагоприятные для роста растений денитрифицирующие бактерии, которые разрушают мировое сельское хозяйство, а плутократ Норденхольт создаёт убежище для избранных в Шотландии, укрепившись в долине Клайд. Существенное место в его творчестве занимают также классические детективы, в которых действует постоянный сыщик — главный констебль одного из английских графств сэр Клинтон Дриффилд.

## Сочинения

### Художественные произведения
- Nordenholt's Million, London, Bombay, Sydney: Constable & Co. Ltd., 1923
- Almighty Gold, 1924
- Death at Swaythling Court, 1926
- The Dangerfield Talisman, 1926
- Murder in the Maze, 1927
- Tragedy at Ravensthorpe, 1927
- Mystery at Lynden Sands, 1928
- The Case with Nine Solutions, 1928
- Nemesis at Raynham Parva, 1929 (Grim Vengeance)
- The Eye in the Museum, 1929
- The Two Tickets Puzzle, 1930 (a.k.a. The Two Ticket Puzzle)
- The Boathouse Riddle, 1931
- The Sweepstake Murders, 1931
- The Castleford Conundrum, 1932
- Tom Tiddler's Island, 1933 (a.k.a. Gold Brick Island)
- The Ha-ha Case,1934 (a.k.a. The Brandon Case)
- In Whose Dim Shadow, 1935 (a.k.a. The Tau Cross Mystery)
- A Minor Operation, 1937
- Truth Comes Limping, 1938
- For Murder Will Speak, 1938 (a.k.a. Murder Will Speak)
- The Counsellor, 1939
- The Four Defences, 1940
- The Twenty-one Clues, 1941
- No Past Is Dead, 1942
- Jack-in-the-Box, 1944
- Common Sense Is All You Need, 1947

### Научные труды
- Stereochemistry, 1907
- Recent Advances in Organic Chemistry, 1908
- Inorganic and Physical Chemistry, 1909
- Some Physico-chemical Themes, 1922